# マンニックヤルヴ
マンニックヤルヴ（エストニア語: Männikjärv）は、エストニア共和国ユゲヴァ県、ユゲヴァ行政教区、トオマ村に位置する湖である。面積は、約17.3ヘクタール。周囲には、同じ名を冠するマンニックヤルヴ湿原が広がり、遊歩道による散策が知られている。

## 地理・地形
マンニックヤルヴは、エストニアの中央部、パンディヴェレ台地の南斜面に位置するエンドラ自然保護区の中にある湖である。きれいな卵型をした湖で、大きさは南北に約560メートル、東西に約460メートルで、面積は約17.3ヘクタールである。湖の深さは、平均2メートル、深いところでもせいぜい3メートルと浅く、水量も少ない。
氷期が終わるおよそ1万年前頃、氷床が後退したあとに、現在のエンドラ自然保護区内には、大エンドラ湖が広がっていた。気候が温暖になるにつれて、大エンドラ湖の浅い部分が湿原化し、いくつかの小さい湖に分かれていった。大エンドラ湖の名残で湖と呼べるものは6ヶ所あり、マンニックヤルヴもその1つである。このことは、湖底に粘土、石灰質層（湖沼チョーク）、泥炭質層の厚い堆積物があることから裏付けられる。
マンニックヤルヴからは、トオマ幹線水路を通じて水が流れ出している。マンニックヤルヴでは、1911年に水路を通じた排水が始まり、湖の東側が干拓地化された。干拓は1974年に完了したが、1993年には干拓地の利用を停止し、過栄養化していたマンニックヤルヴの水質は改善した。

### マンニックヤルヴ湿原
マンニックヤルヴの周りには、マンニックヤルヴ湿原（ボグ）が広がっている。湿原は、多彩なピートモス植物が織りなす色鮮やかな草原と、点在する沼が、美しい景観を形成し、ハイキングをする人々に人気がある。マンニックヤルヴ湿原には、湿原を東西に横断する全長約1.3キロメートルの遊歩道が設置されている。この木道は、1955年に整備が始まったもので、湿原に敷かれた木道としてエストニアで特に古いものの1つである。遊歩道の途中、湿原の中央には高さ7メートルの展望台が設けられ、マンニックヤルヴ湿原の風景を見渡すことができる。湿原を横断する遊歩道のほかに、マンニックヤルヴを一周する、全長2.3キロメートルの遊歩道もあり、マンニックヤルヴの湖畔の植生を観察することができる。
自然保護区への来訪者の統計によると、2011年には8310人が訪れた。その中でも、最も多くの人が足を運んだのが、マンニックヤルヴ湿原の遊歩道である。

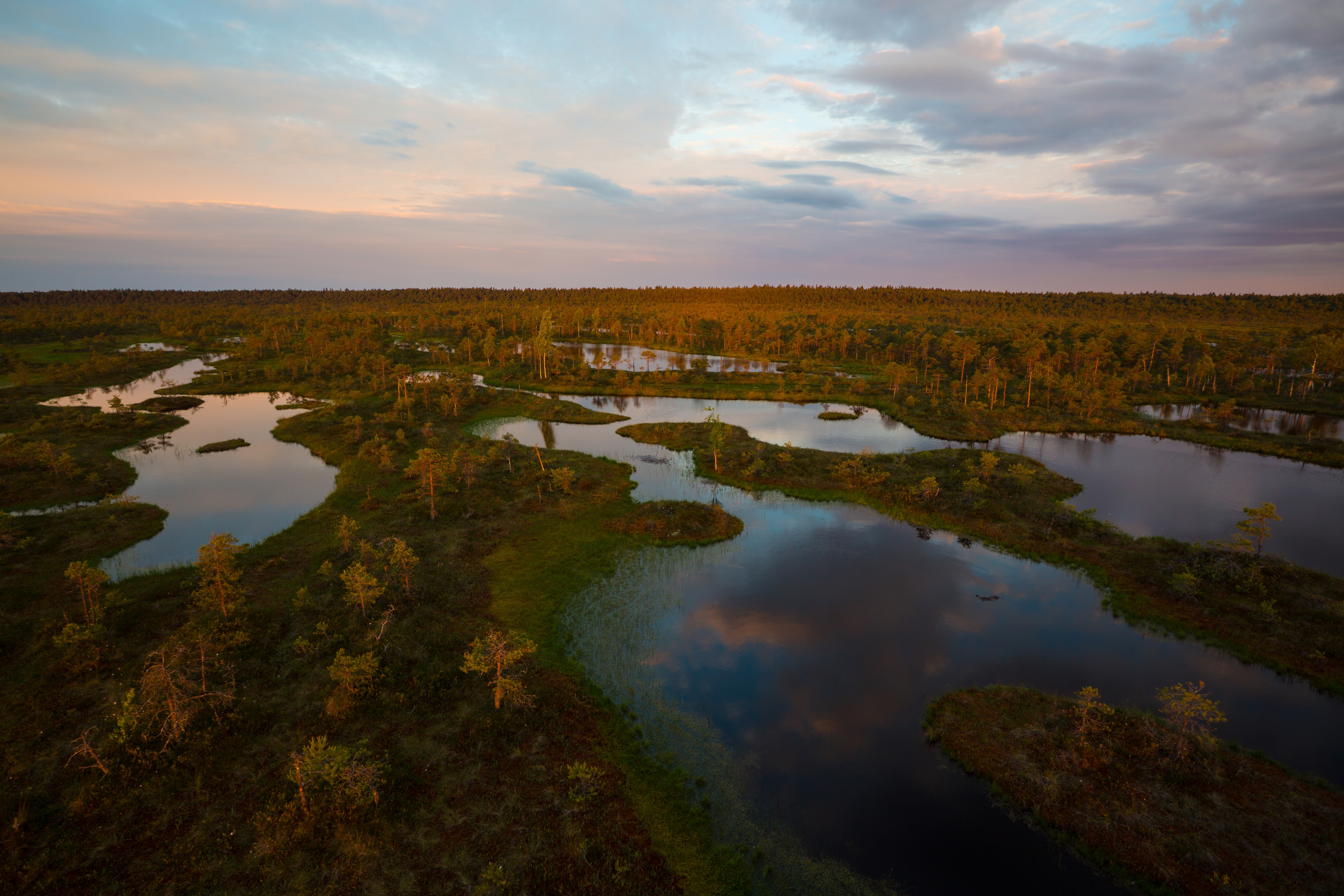
展望台から眺めた夕暮れのマンニックヤルヴ湿原。
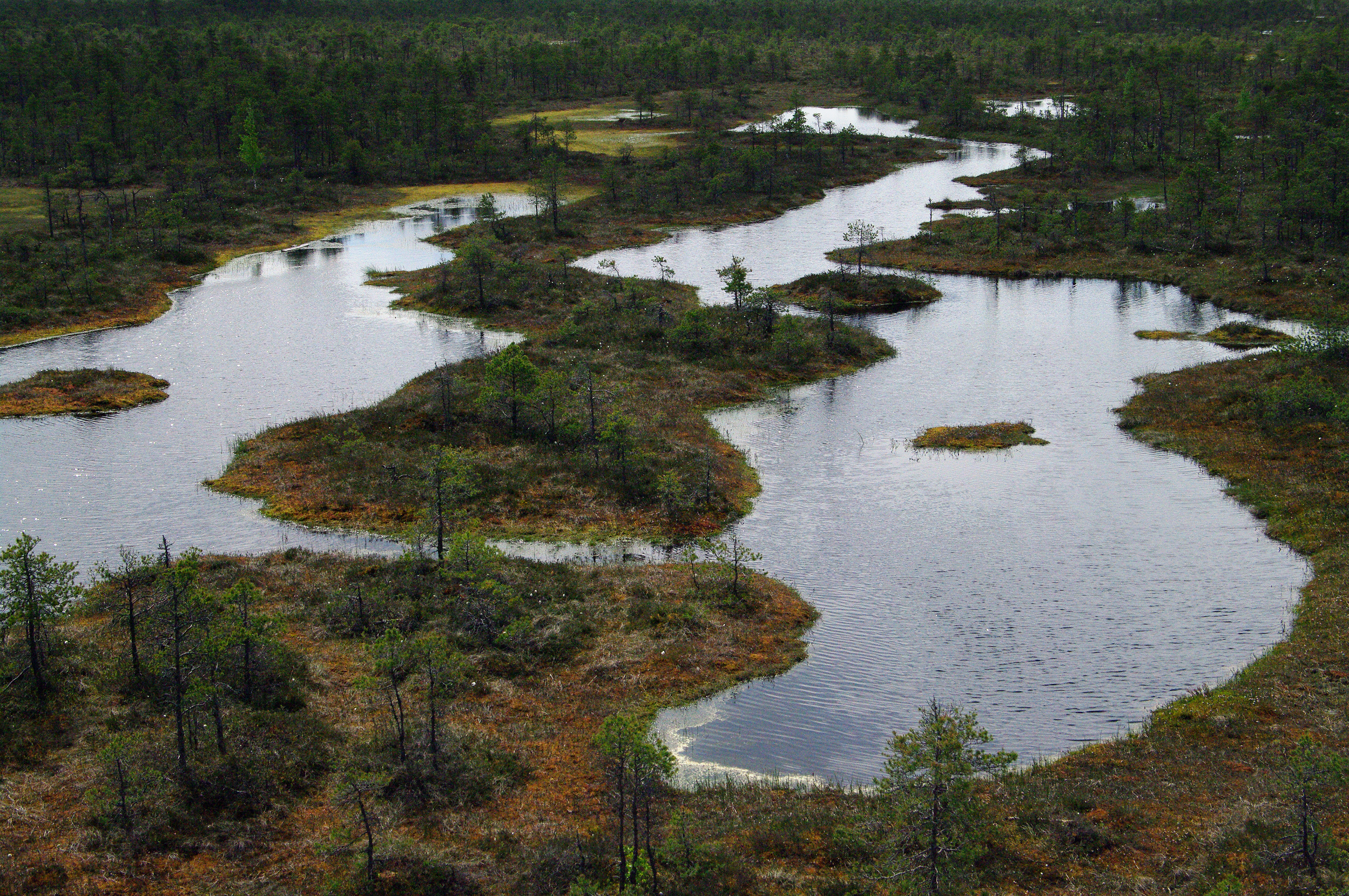
展望台からマンニックヤルヴ湿原の南側を望む。
- マンニックヤルヴ湿原の空撮映像（2023年春撮影）。後半、右奥にみえてくる湖が、マンニックヤルヴ。

## 植生・動物
マンニックヤルヴの周囲には、マツを主とした北方性の針葉樹の林が広がるが、湖畔には広葉樹の姿もみられる。マツが密集する林には、下草もまばらなところがある一方、湿地の中のマツには高さが数メートルにしかならないものもある。マンニックヤルヴは、イバラモの亜種（Najas marina subsp. intermedia）のエストニア唯一の生息地ともされる。マンニックヤルヴ湿原で水面や泥の上を覆うのは、スゲ、ヨシ、ミツガシワ、クロバナロウゲ、ヒメカイウ、ヒメシダ、ミズゴケなどの根や地下茎が織り交ぜられたものである。
この湖を含むエンドラ自然保護区はイヌワシ、ミサゴ、タゲリなどの絶滅危惧種の鳥類の繁殖地で、1997年にラムサール条約登録地となった。

## 伝承
エストニアの民族叙事詩『カレヴィポエグ』では、マンニックヤルヴは「カレヴィポエグの井戸」と伝えられる。そこでは、エストニアの神話的英雄カレヴィポエグが、渇きを癒すためにこの地で井戸を掘り始めたのが、マンニックヤルヴの起源とされている。カレヴィポエグの井戸堀りは、井戸を広げるだけで中断したため、マンニックヤルヴは浅い湖になった、といわれる。